# International Commission on non-ionizing radiation protection
International Commission on non-ionizing radiation protection (ICNIRP) är en internationell förening av internationellt verksamma forskare inom området Icke-joniserande strålning och människors hälsa.

## Historia
ICNIRP grundades 1992 av IRPA (International Radiation Protection Association) som en fristående internationell Kommission för området icke-jonisarqande strålning.
ICNIRP är ingen underorganisation till någon annan internationell organisation eller någon regering,  men är ändå anlitad av Världshälsoorganisationen, WHO och Europeiska unionen, EU och har därigenom fått ett stort inflytande.

## Arbetsområde
Uppgifter som ICNIRP arbetar med är analyser av kunskapstillståndet om hälsoeffekter av elektromagnetiska fält, optisk strålning och Laser. Därvid eftersträvas en internationell harmonisering av standarder och riktlinjer.
Föreningen ordnar även internationella konferenser och diskussioner.
Verksamheten finansieras genom gåvor från internationella organisationer och genom uppdrag från regeringar för enskilda projekt.
ICNIRP har 1998 utgivit riktlinjer för begränsning av elektromagnetisk strålning som bland andra använts av EU-kommissionen i en rekommendation 1999.[källa behövs] EU:s rekommendation tillämpas tillämpas även i Sverige.

## Kritik
- Den internationella konferensen om placering av mobiltelefonsändare klargjorde år 2000: "att ICNIRP förslag beträffande skydd för människors hälsa frånhögfrekventa elektromagnetiska fält, som nuvarande rekommendationer av WHO och EU-rådet bygger på, för det första inte är vetenskapligt hållbara och för det andra inte kan garantera något skydd för människors hälsa".[2]

- Europarådet  har I en resolution från år 2011 uppmanat medlemsländerna att ompröva ICNIRP:s gränsvärden.[3]